# Бём, Эрнст
Эрнст Бём (нем. Ernst Boehm; 29 августа 1877, Рим — 26 апреля 1945, Гейде, Фалькенхайн) — немецкий педагог, профессор Лейпцигского университета.

## Биография
C 1897 по 1902 год Эрнст Бём являлся студентом в университетах Лейпцига и Берлина, где изучал историю, германистику, философию, педагогику и географию. В 1902 году в Лейпциге он защитил диссертацию по теме «Исследование политического завещания Ришельё. Споры о подлинности» (Studien zum politischen Testament Richelieus. Der Streit um die Echtheit) и стал кандидатом наук. После этого Бём работал учителем.
В 1905 году Эрнст Бём стал преподавателем в Саксонской государственной гимназии «Sankt Afra», а в следующем году он женился на Анне Дёрстлинг (Anna Doerstling). В итоге, Бём преподавал до 1918 года, после чего он стал референтом в Военно-продовольственном ведомстве (Kriegsernährungsamt) в Берлине, а затем — в саксонском Министерстве экономики. После этого он служил в качестве главы пресс-службы правительства Саксонии. В 1919 году он работал в канцелярии правительства Саксонии (Regierungsrat), а затем — в Верховном Совете (Oberregierungsrat); на данном посту он оставался до 1923 года.
В 1923 году Эрнст Бём стал директором школы в «Wettiner Gymnasium», где он проработал до 1928 года — после чего стал директором Семинара по практической педагогике (Seminars für praktische Pädagogik) при Лейпцигском университете. В следующем, 1929, году он стал почетным профессором на факультете философии. После прихода к власти национал-социалистов, 11 ноября 1933 года Эрнст Бём оказался среди более 900 ученых и преподавателей немецких университетов и вузов, подписавших «Заявление профессоров о поддержке Адольфа Гитлера и национал-социалистического государства»..
В период с 1922 по 1932 год Бём состоял членом масонской ложи «Три меча» (Zu den drei Schwertern und Asträa zur grünenden Raute). В 1938 году он вышел на раннюю пенсию. В 1945 году, в возрасте 67 лет, Эрнст Бём покончил жизнь самоубийством.
В 1906—1910 годах Бём являлся членом Немецкой консервативной партии, а затем — до 1918 года — он состоял в Национал-либеральной партии (NLP). После этого он присоединился к Немецкой народной партии (DVP), из которой вышел в 1931 года, став членом Немецкой национальной народной партии (DNVP), в которой оставался до её самороспуска в 1933 году.

## Работы
- Studien zum politischen Testament Richelieus. Der Streit um die Echtheit, Diss. 1902.
- Der Streit um die Lehrerbildung. Kritisches zum akademischen Studium der sächsischen Volksschullehrer in: Die höhere Schule im Freistaat Sachsen. Band 8/9. Radebeul 1926.
- Einheitsschule und höhere Schule. Vortrag gehalten in Dresden am 27. September 1919 auf der Gründungsversammlung des Sächsischen Philologenvereins. Dresden 1920.